# Wiesenttal
Wiesenttal ist ein Markt im oberfränkischen Landkreis Forchheim und liegt im Zentrum der Fränkischen Schweiz.
Muggendorf und Streitberg sind die ältesten Luftkurorte in der Region, seit 1972 gehören sie mit weiteren Orten zum neu gegründeten Markt Wiesenttal. Bei Streitberg beginnt das typische Landschaftsbild der Fränkischen Schweiz. Beide Orte bilden das sogenannte Wanderzentrum der Fränkischen Schweiz.

## Geographie

### Nachbargemeinden
Nachbargemeinden sind (von Norden beginnend im Uhrzeigersinn): Aufseß, Waischenfeld (beide Landkreis Bayreuth), Gößweinstein, Ebermannstadt, Unterleinleiter, Heiligenstadt in Oberfranken (Landkreis Bamberg)

### Gemeindegliederung
Der Markt Wiesenttal hat 21 Gemeindeteile (in Klammern ist der Siedlungstyp angegeben):
- Albertshof (Dorf)
- Birkenreuth (Dorf)
- Draisendorf (Dorf)
- Engelhardsberg (Dorf)
- Gößmannsberg (Dorf)
- Haag (Einöde)
- Kuchenmühle (Einöde)
- Muggendorf (Markt)
- Neudorf (Dorf)
- Niederfellendorf (Dorf)
- Oberfellendorf (Dorf)
- Rauhenberg (Weiler)
- Schottersmühle (Einöde)
- Störnhof (Dorf)
- Streitberg (Pfarrdorf)
- Trainmeusel (Dorf)
- Voigendorf (Dorf)
- Wartleiten (Einöde)
- Wohlmannsgesees (Dorf)
- Wöhr (Weiler)
- Wüstenstein (Pfarrdorf)

Es gibt die Gemarkungen Albertshof, Birkelnreuth, Engelhardsberg, Muggendorf, Oberfellendorf, Streitberg, Wohlmannsgesees (nur Gemarkungsteil 1) und Wüstenstein.

## Geschichte

### Bis zur Gemeindegründung
Das Wiesenttal im heutigen Regierungsbezirk Oberfranken gehörte zum 1792 von Preußen erworbenen Fürstentum Bayreuth. Seit dem Reichsdeputationshauptschluss von 1803 gehört der Ort zu Bayern. Die heutige Gemeinde Wiesenttal umfasst zum größten Teil das ehemals preußisch/bayreuthische Kastenamt Streitberg, das am 30. Juni 1803 im Rahmen des preußisch-bayerischen Hauptlandesvergleichs an Bayern abgetreten wurde. Im Zuge der Verwaltungsreformen in Bayern entstanden mit dem Gemeindeedikt von 1818 die Gemeinden.

### 19. Jahrhundert
Der Tourismus in der Fränkischen Schweiz begann in Muggendorf Anfang des 19. Jahrhunderts. Früher hieß die Gegend Muggendorfer Gebürg.

### Eingemeindungen
Bei der Gebietsreform in Bayern wurden am 1. Januar 1972 der Markt Muggendorf und die Gemeinden Albertshof, Engelhardsberg, Oberfellendorf und Streitberg zum neu gegründeten Markt Wiesenttal zusammengelegt. Am 1. Januar 1977 kam ein kleiner Teil der aufgelösten Gemeinde Breitenlesau (Rauhenberg) hinzu. Birkenreuth und Wüstenstein sowie Wohlmannsgesees der aufgelösten Gemeinde Wohlmannsgesees folgten am 1. Mai 1978.
Der Wohlmannsgeseeser Gemeindeteil Kanndorf wurde in Ebermannstadt eingegliedert.

## Politik

### Marktgemeinderat
Der Marktgemeinderat von Wiesenttal besteht aus 14 Mitgliedern und dem Ersten Bürgermeister. Nach den Gemeinderatswahlen seit 2002 ergab sich jeweils folgende Sitzverteilung
| Partei / Liste                           | 2020 | 2014 | 2008 | 2002 |
| Christlich-Soziale Union in Bayern (CSU) | 4    | 4    | 4    | 3*   |
| Freie Wähler Wiesenttal (FWW)            | 3    | 3    | 3    | 4    |
| Bürgergemeinschaft Streitberg (BGS)      | 2    | 3    | 3    | 3    |
| Wiesenttal Umland                        | 1    | 2    | 3    | 2    |
| Zukunft Jura                             | 2    | 1    | 1    | –    |
| Bürgerforum Markt Wiesenttal             | 2    | 1    | –    | –    |
| Junge Bürger (JB)                        | –    | –    | –    | 1    |
| Kommunale unabhängige Liste (KuL)        | –    | –    | –    | 1    |
| Gesamt                                   | 14   | 14   | 14   | 14   |

*CSU 2002 angetreten als CSU/Bürgergemeinschaft
(Stand: Kommunalwahl am 15. März 2020)

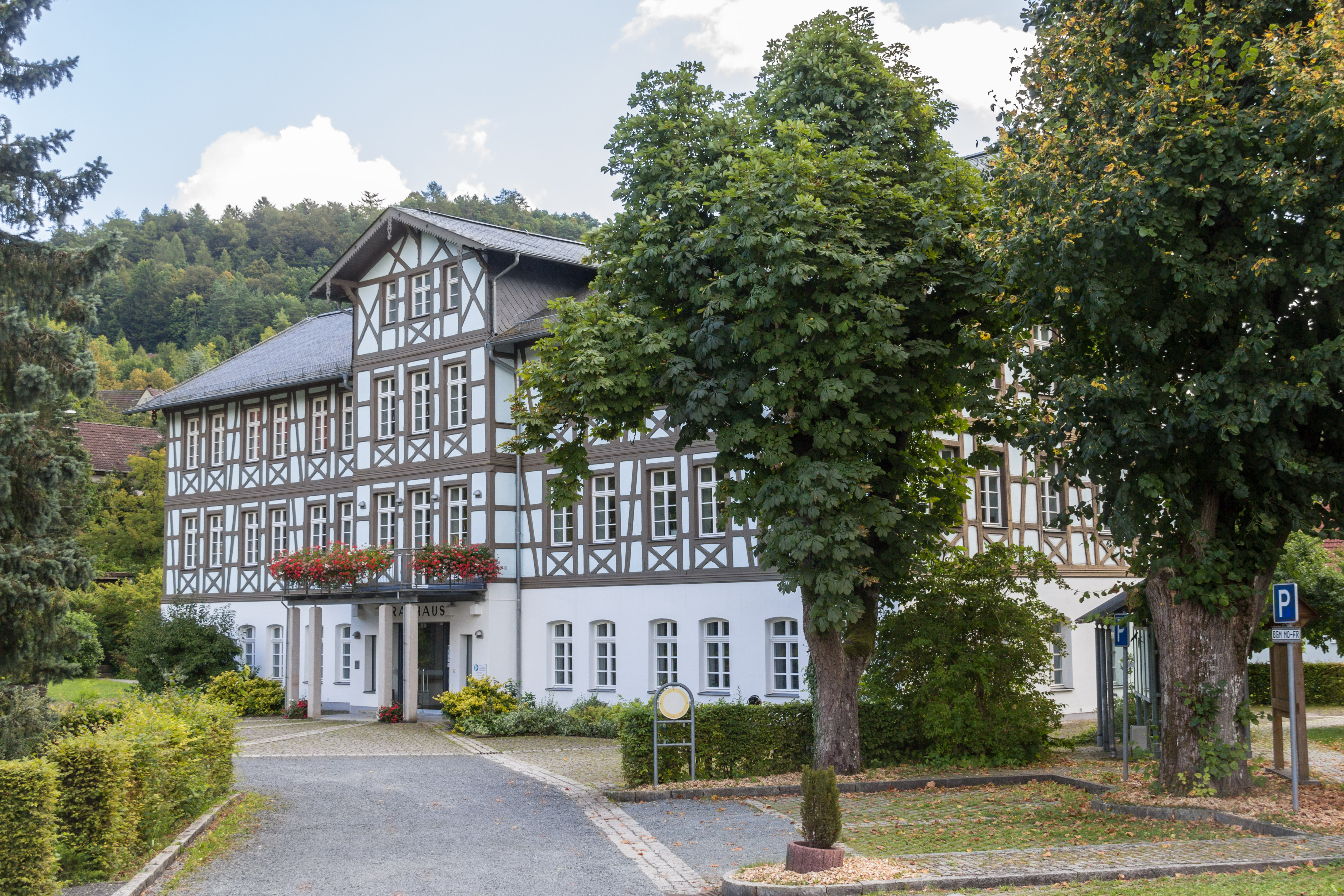
Rathaus in Muggendorf

### Bürgermeister
Erster Bürgermeister ist seit 2020 Marco Trautner (Freie Wähler Wiesenttal). Sein Vorgänger war Helmut Taut (Freie Wähler Wiesenttal).

### Rathaus
Das Rathaus des Marktes Wiesenttal befindet sich in Muggendorf.

### Wappen
| | Blasonierung: „Über einem von Silber und Schwarz gevierten Schildfuß gespalten von Rot und Silber; vorne ein schräglinks gestellter silberner Schlüssel, hinten ein rotes Ammonshorn.“ |
| Wappenbegründung: Im Zuge der Gebietsreform wurden der Markt Muggendorf und die Gemeinden Albertshof, Engelhardsberg, Oberfellendorf und Streitberg 1972 zu einer neuen Gemeinde mit dem Namen Wiesenttal zusammengelegt. Das Wappen von Muggendorf ist dabei untergegangen. Der von Silber und Schwarz gevierte Schildfuß im Gemeindewappen erinnert an die Territorialherrschaft der Markgrafen von Brandenburg-Bayreuth im Gemeindegebiet. Der Schlüssel ist dem Wappen der Schlüsselberger entnommen, die 1114 erstmals erwähnt werden und 1347 erloschen sind. In ihrem Besitz waren mehrere Burgen im Gemeindegebiet, darunter Streitberg und Neideck. Das Ammonshorn war bereits im Wappen von Muggendorf zu sehen. Es verweist auf die vielen Versteinerungen, die in der Umgebung gefunden werden, und allgemein auf die Lage der Gemeinde in der Fränkischen Schweiz. Der Markt Wiesenttal führt das Wappen seit 1973. | |

## Sehenswürdigkeiten
- Binghöhle
- Riesenburg (Höhle)
- Schönsteinhöhle

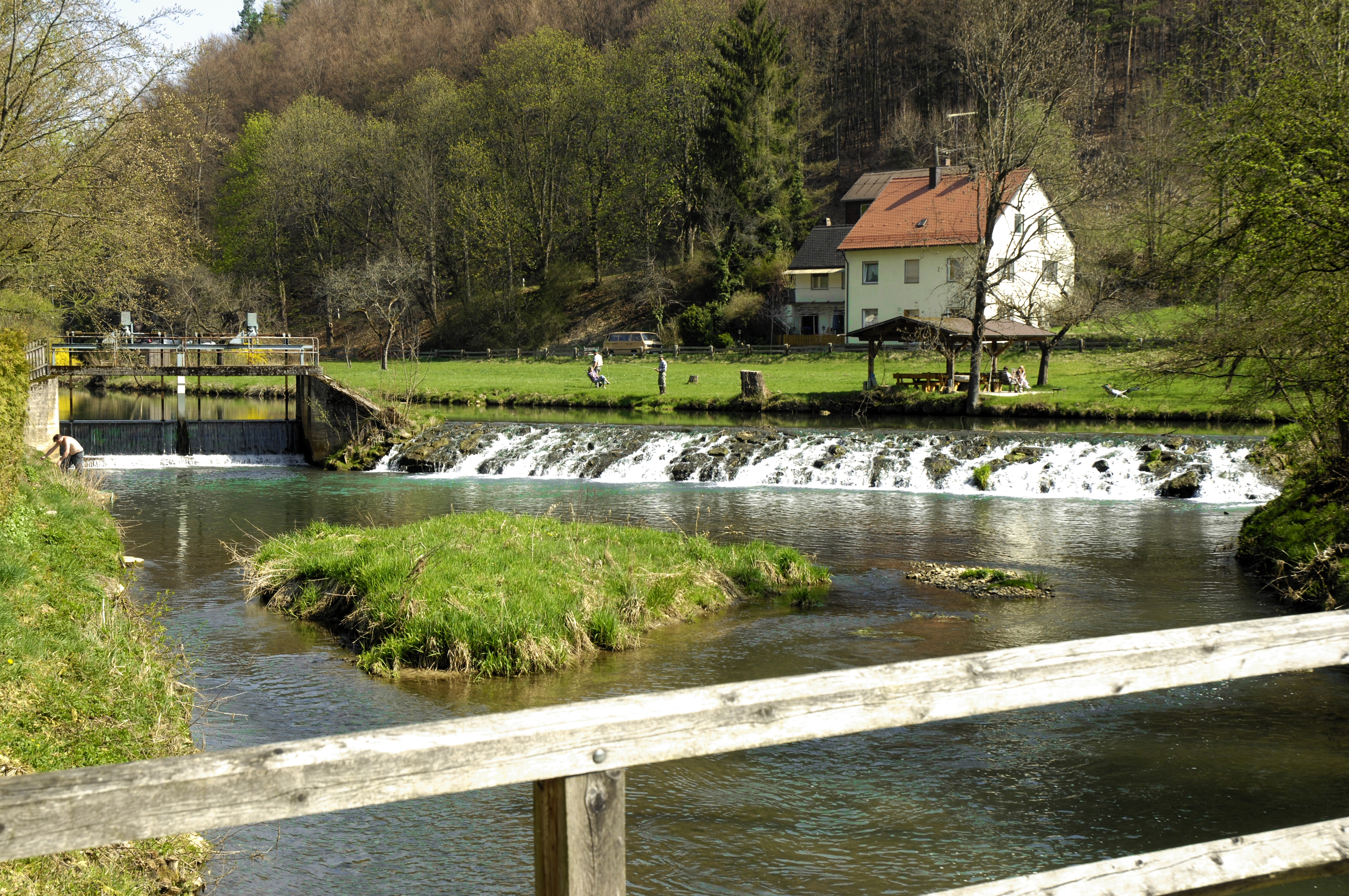
Wehr im Wiesenttal

- Rathaus, ein historisches Fachwerkgebäude
- Burgruine Neideck
- Burgruine Streitberg
- Druidenhain bei Wohlmannsgesees
- Ammonitenmuseum in Streitberg
- Modellbahnmuseum Muggendorf seit 1994 mit den  Schwerpunkten Spur S (Firma BUB und Stadtilm) und Spur 0 (Modelle von Bing, Kraus-Fandor, BUB, Heinrich Wimmer, Distler, Dressler, Beckh und Fleischmann)
- Dampfbahn Fränkische Schweiz führt auf der Bahnlinie im Wiesenttal seit 1980 regelmäßig Sonderfahrten mit Dampflokomotiven und regulären Bahnverkehr am Wochenende mit Diesellokomotiven durch.
- Trainmeuseler Brunnen
- Quackenschloss

## Weblinks

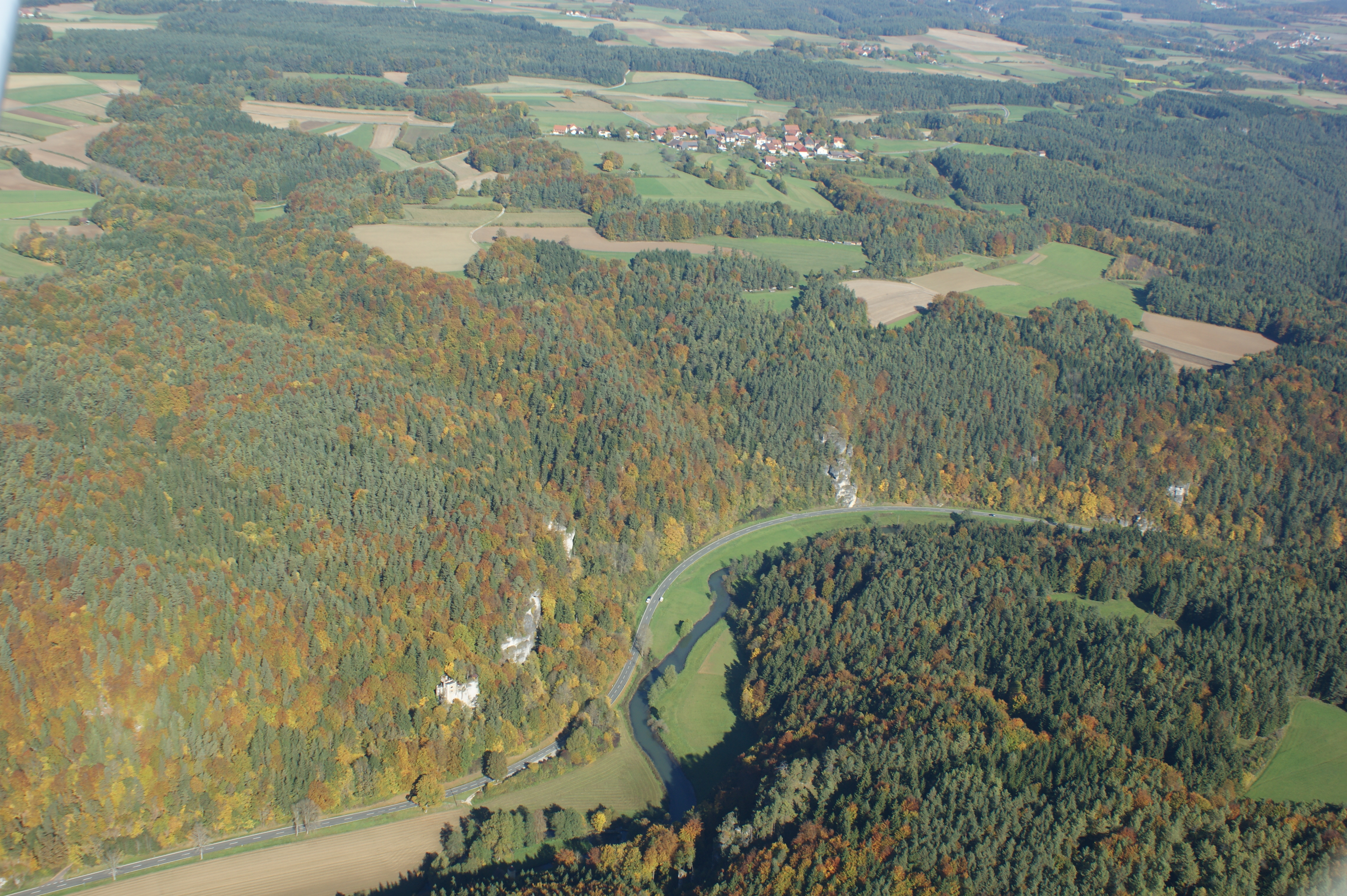
Wiesenttal im Herbst 2010